# Areál československého opevnění Šatov
Areál československého opevnění Šatov je muzeum československého opevnění budovaného v letech 1935–1938 na obranu před nacistickým Německem, ležící v blízkosti jihomoravské obce Šatov. Areál je ve správě Technického muzea v Brně a zahrnuje dva pěchotní sruby MJ-S 3 „Zahrada“ (od roku 2005 zpřístupněný pro veřejnost s expozicí věnovanou československému opevnění na jižní Moravě, historii objektu a využívání čs. opevnění po druhé světové válce) a MJ-S 2 „Úvoz“ (v současnosti nepřístupný) a dva objekty lehkého opevnění, tzv. „řopíky“.

## MJ-S 3 „Zahrada“

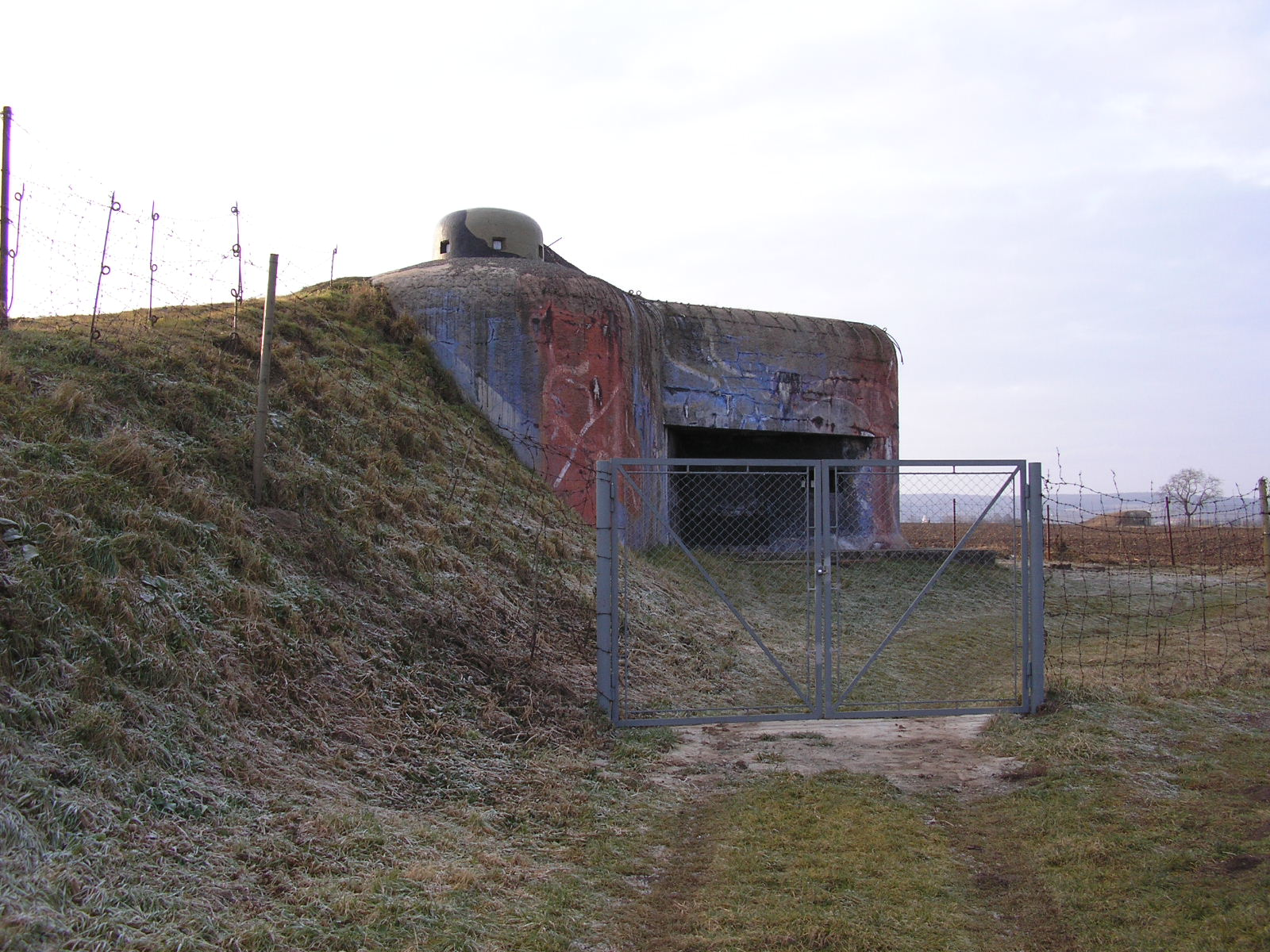
Pěchotní srub MJ-S 3 Zahrada (stav v roce 2005) obehnaný plotem z ostnatého drátu

Pěchotní srub MJ-S 3 „Zahrada“ byl stejně jako objekt MJ-S 2 vybudován dle původního projektu srubu OP-S 41. Stavebně i co se týče výzbroje je tedy zcela shodný se sousedním objektem MJ-S 2. Byl vybetonován 22.–30. srpna 1938, kubatura betonu činila 1450 m³, stavbu prováděla firma Konstruktiva, osádku objektu mělo tvořit 35 mužů. Objekt tedy nebyl do odstoupení pohraničí dohotoven ani vybaven. Střílny hlavních zbraní (2× L1, 2× M) byly za války vytrženy.
Další osud objektu je shodný s osudem srubu MJ-S 2. V roce 1948 byl dokončen znojemskou stavební firmou Ing. Růžička, v letech 1949/1950 byly osazeny dva nově vyrobené pancéřové zvony, roku 1951 byl objekt částečně vybaven. V roce 1959 obdržel dva kanóny ráže 85 mm a zakonzervovaný v bojeschopném stavu (nově měla osádka objektu čítat 28 vojáků; srub byl během této doby rovněž využíván pro výcvik) zůstal až do roku 1999, kdy bylo veškeré vybavení armádou odvezeno.

## MJ-S 2 „Úvoz“

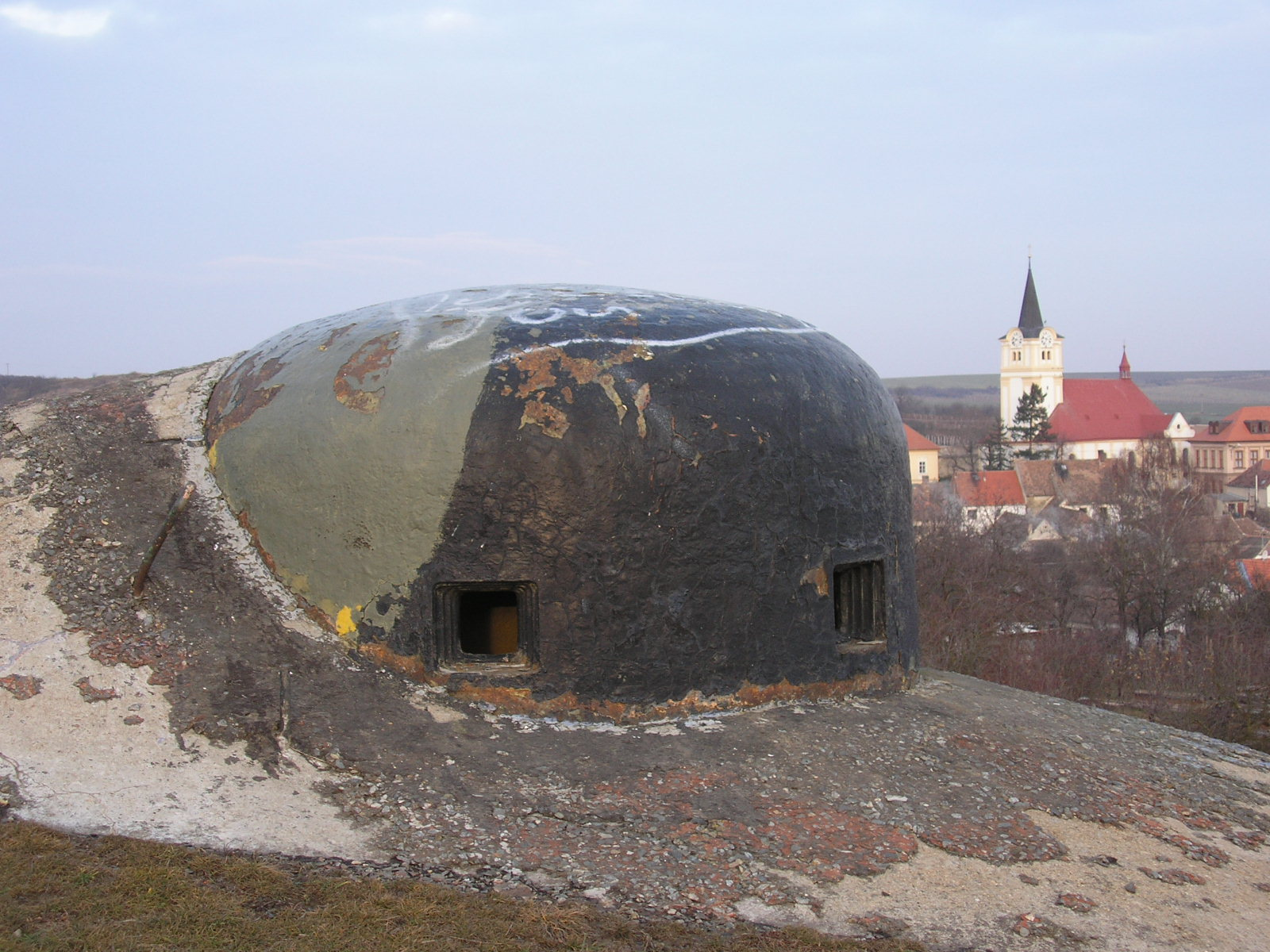
Levý zvon pěchotního srubu MJ-S 2 Úvoz se šatovským kostelem v pozadí

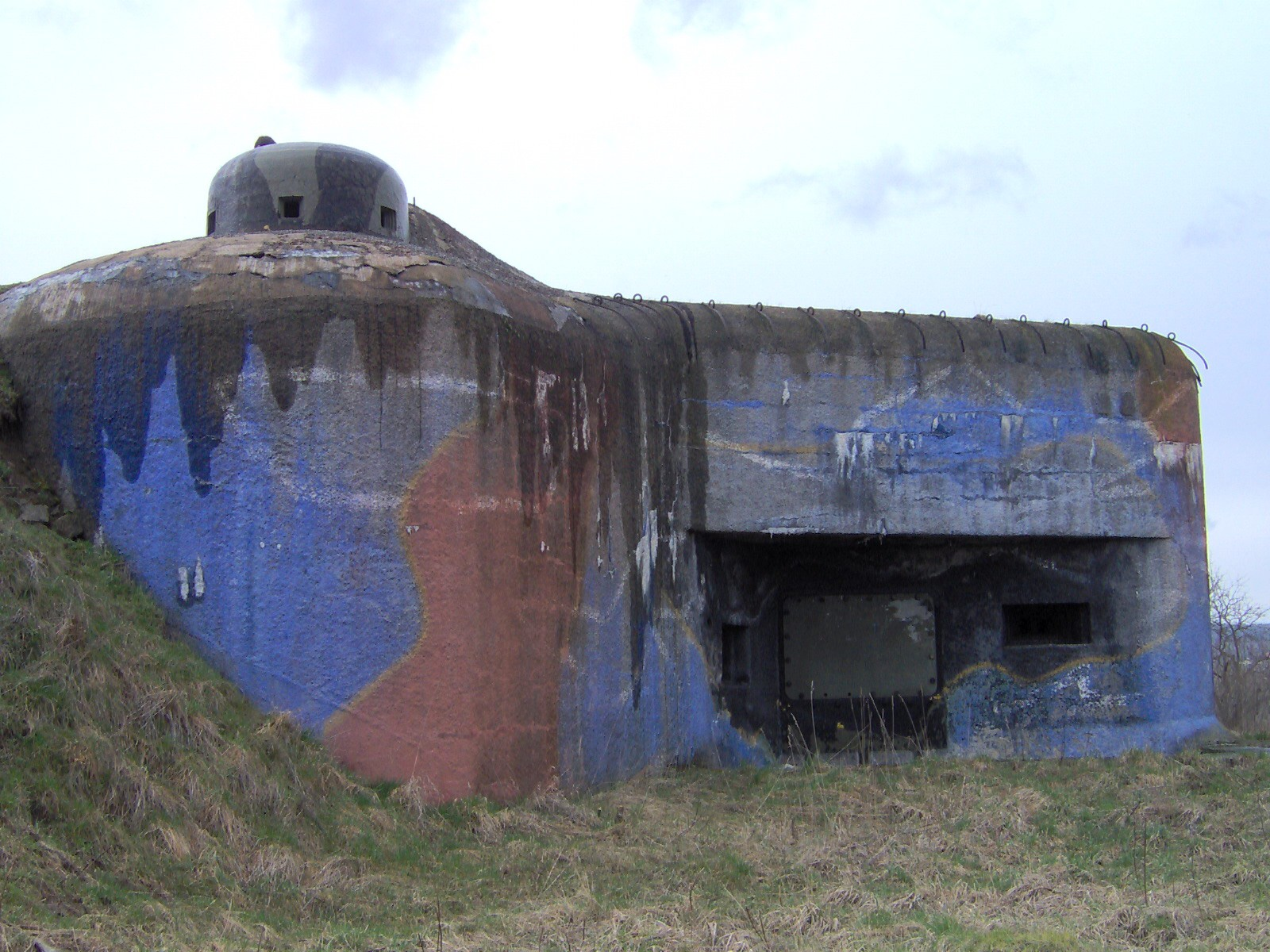
Pěchotní srub MJ-S 2 Úvoz

Pěchotní srub MJ-S 2 s krycím jménem Úvoz byl prvním vybetonovaným těžkým objektem na jižní Moravě. Byl vybudován dle tzv. „opakovaného projektu“, kdy byla pro tento objekt využita projektová dokumentace pěchotního srubu OP-S 41 poblíž Opavy, který však nebyl do Mnichovské dohody vystavěn. Betonáž objektu MJ-S 2 proběhla od 5. do 13. srpna 1938 pražskou firmou Konstruktiva. Kubatura činila 1450 m³ betonu.
Pěchotní srub je samostatným oboustranným dvoukřídlým objektem vybudovaným ve II. stupni odolnosti. V horním, povrchovém patře se nacházela především hlavní výzbroj objektu, spodní (podpovrchové) patro sloužilo jako zázemí pro osádku (35 mužů). Srub měl mít „standardní“ výzbroj: v pravé i levé střelecké místnosti se mělo nacházet dvojče těžkých kulometů vz. 37 (zbraň M) a 4cm kanón vz. 36 spřažený s těžkým kulometem vz. 37 (zbraň L1). Pro blízkou ochranu měly sloužit čtyři lehké kulomety vz. 26 (zbraň N) ve střílnách „pod betonem“ a další dva v pěchotních zvonech.
I přesto, že byl objekt prvním vybetonovaným srubem na jižní Moravě, nebyl vzhledem k pozdní betonáži dokončen. Dokončena byla hrubá stavba a částečně provedeny omítky a izolace. Nebyly provedeny žádné terénní úpravy, ochranný zához, nebyla dodána žádná vnitřní výbava a ani oba pancéřové zvony.
27. října 1938 si srub MJ-S 2 prohlédl i Adolf Hitler, na střeše objektu byla vybudována vyhlídková plošina přístupná dřevěným schodištěm. Za druhé světové války vytrhla německá armáda pancéřové střílny zbraní L1 a M, které byly vyrobeny z kvalitní ocelolitiny.
Protože pěchotní srub MJ-S 2 leží na jižní hranici s „imperialistickým“ Rakouskem, byl vojensky využíván i po válce. V roce 1948 byl objekt stavebně zcela dokončen znojemskou firmou Ing. Růžička, otvory po vytržených střílnách byly provizorně zazděny. V letech 1949 a 1950 obdržel srub MJ-S 2 oba pancéřové zvony, které byly nově vyrobeny ve Vítkovických železárnách. V letech 1959 a 1960 byl objekt vybaven dvěma 85mm kanóny vz. 44/59. Zbylá výzbroj byla ponechána původní.
Pro obsazení jihomoravských těžkých objektů vznikla v Mikulově tzv. rota osádek těžkého opevnění, která všechny těžké objekty při hranicích s Rakouskem udržovala zakonzervované v bojeschopném stavu až do roku 1999, kdy byly vyklizeny (příležitostně byly některé sruby využívány k výcviku).

## Lehké opevnění vz. 37
Do muzejního areálu patří i dva lehké objekty vz. 37, tzv. řopíky. Oba jsou základního typu A a jsou umístěny v mezipolí objektů MJ-S 2 a MJ-S 3. Řopík bližší k objektu MJ-S 2 je typu A-160 normální odolnosti (obdržel číslo 2120), blíže ke srubu MJ-S 3 se nachází řopík typu A-160 v zesílené odolnosti (číslo 2121). Obě pevnůstky byly postaveny v roce 1937 pražskou stavební firmou Karfík a Hvězda. Osádka jednoho objektu čítala sedm mužů, výzbroj tvořily dva kulomety.

## Muzeum

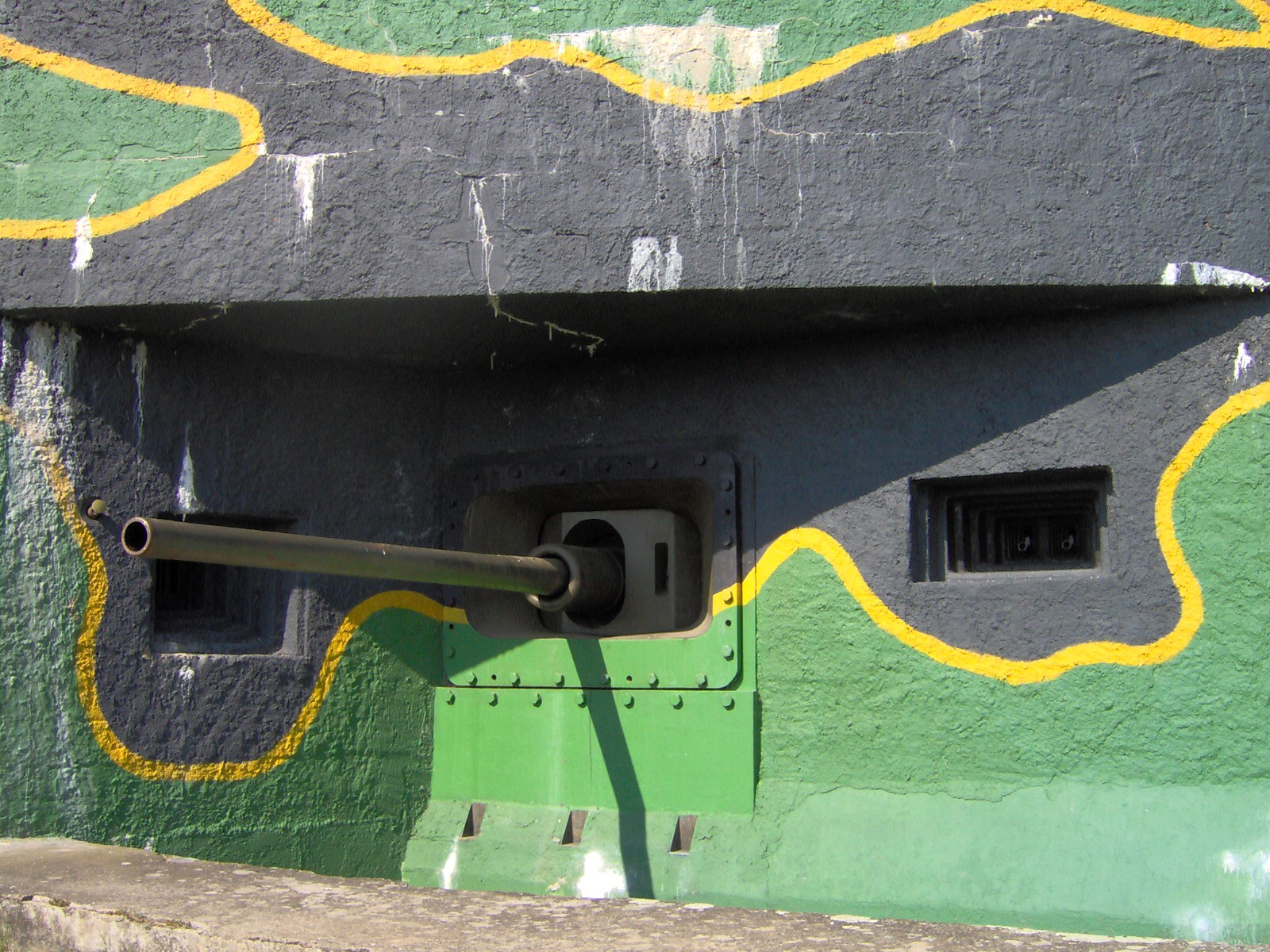
Hlaveň 85mm kanónu vz. 44/59 v bojové pozici (levá střílna srubu MJ-S 3)

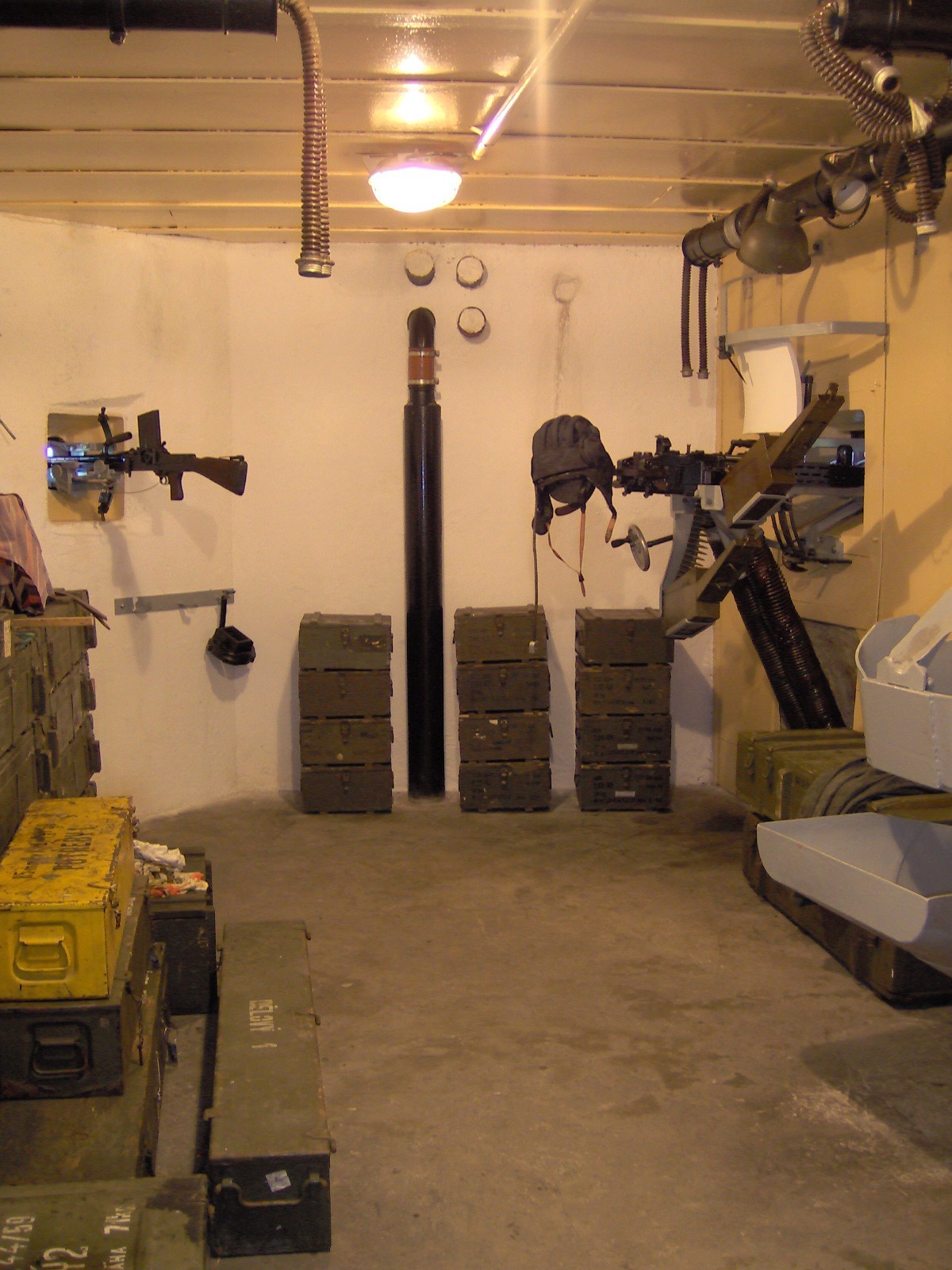
Pohled do střelecké místnosti srubu MJ-S 3

Pěchotní srub MJ-S 3 byl příležitostně přístupný již v letech 2000–2004, kdy vstup při různých výročích zajišťovala Vojenská správa Znojmo.
V září 2004 byly pěchotní sruby MJ-S 3 „Zahrada“ a MJ-S 2 „Úvoz“ zapůjčeny Armádou České republiky (AČR) Technickému muzeu v Brně (TMB). Realizovány byly opravy a rekonstrukce interiéru objektu. Provedeny byly nátěry plechového obložení stěn a jednotlivých betonových stěn. Úprav se dočkalo i bezprostřední okolí, odstraněny byly náletové křoviny. Opravy prováděli pracovníci TMB společně s členy Klubu historického vojenství Brno.
Od června 2005 je pěchotní srub MJ-S 3 „Zahrada“ zpřístupněn veřejnosti, i když tento rok nebyla ještě instalována žádná výzbroj a ani většina vybavení. Od 24. června 2006 je pěchotní srub zpřístupněn veřejnosti s instalovanou pevnostní výzbrojí v podobě dvou pevnostních kanónů vz. 44/59 ráže 85 mm (znovu osazené do objektu 27. dubna 2006), těžkých a lehkých kulometů a další důležité výbavy objektu, jako ubikací, strojovny, apod. Oba kanóny, které TMB získalo rovněž od AČR, jsou vystaveny v odlišných polohách: v levé střelecké místnosti je v bojové pozici a v pravé kasematě je předveden v zatažené, tzv. mírové poloze.
MJ-S 3 „Zahrada“ je zrekonstruován v podobě, ve které se nacházel v 80. letech 20. století. Druhý pěchotní srub, MJ-S 2 „Úvoz“, jehož interiér není přístupný veřejnosti, je plánováno uvést do podoby z let šedesátých. Rekonstrukce exteriéru objektu proběhne v následujících letech.
Na dvou lehkých objektech vz. 37 typu A, které jsou situovány mezi oba pěchotní sruby, budou v následujících letech probíhat rekonstrukční práce, které povedou k jejich zpřístupnění s již instalovanou výbavou. Další řopíky se nachází v okolí Šatova a jejich venkovní prohlídka je možná díky naučné stezce „Za historií, vínem a opevněním“. Ta se věnuje československému opevnění z let 1935–1938, jeho využívání v poválečném období, stavbám a historii Šatova a také dalším zajímavostem spojených zejména s vinařstvím.